# 不了情 (1961年电影)
《不了情》是1961年上映的一部香港黑白電影，由陶秦執導，林黛及關山主演，林黛亦憑此片獲得亞洲影后，片中歌曲《不了情》成為國語流行曲。該片與1947年的同名電影沒有關係。

## 劇情
少女李青青喪母後到香港投奔舅父，無意中結識了建築商之子湯鵬南，並得其幫助當上了夜總會的紅歌女。李青青感激鵬南，鵬南也欣賞青青，兩人漸生情愫。未幾，鵬南父親去世，鵬南接手其父負債累累的公司，經濟陷入困境。青青為此瞞著鵬南向奸商王東海借款，並答應王陪其周遊列國的條件，以解湯鵬南燃眉之急。鵬南卻誤會青青要抛棄自己，便賭氣離開了青青。
數月之後，青青回到香港，重新登臺演唱。鵬南趁機擕兩名女伴前往夜總會，故意氣青青。青青傷心欲絕，昏倒在地。青青好友孟麗將其送醫治療，卻發現青青已患絕症，將不久於人世。孟麗和鵬南不忍告訴青青真相，又帶她遊山玩水，令其心情愉快。在鵬南向青青求婚後，青青偶然得知自己的病情，痛不欲生，毅然離家出走。待鵬南找到青青時，她已撒手人寰。

## 演職員
- 监制 邵逸夫
- 製片 周杜文
- 编剧 陶秦 潘柳黛
- 导演 陶秦
- 助导 石凌
- 總務 舒春曉
- 劇務 關志中
- 布景 陳其銳
- 化妝 方圓
- 剪輯 姜興隆
- 錄音 王永華
- 美術 莊生
- 場記 譚婷
- 場務 范金定
- 服裝 白金
- 音樂 王福龄
- 作曲
- 《不了情》王福齡；
- 《山歌》曹瑩；
- 《夢》顧嘉煇
- 幕後代唱 顧媚
- 摄影 董紹泳
- 助理 万傑

### 主要演員
- 林黛 飾 李青青
- 关山 飾 汤鹏南
- 高宝树 飾 孟麗
- 洛奇 飾 陆瑞生
- 蒋光超 飾 王东海
- 王沖 飾 周生
- 李允中 飾 孙镜生
- 楊志卿 飾 湯鵬南之父
- 何藩 飾 湯鵬南之弟

## 發行
本片於1961年10月12日首映，上映共二十天，票房約港幣$170,800。

## 獲獎
- 第9屆亞洲影展金禾獎 (1962年)：最佳女主角，林黛；最佳主題歌特別獎，王福齡。[1]

## 電影歌曲
- 「不了情」作曲：莫然 (即王福齡)；作詞：陶秦；幕後代唱：顧媚。主題曲。
- 「夢」作曲：顧嘉輝（即顧嘉煇）；作詞：陶秦；幕後代唱：顧媚。
- 「山歌」作曲：曹瑩；作詞：陶秦；幕後代唱：顧媚。

製片商邵氏曾為《不了情》徵求曲譜，廣告刊於《華僑日報》，臚列導演陶秦寫下的三闋歌詞及徵歌譜活動對曲譜的要求：
1. 「不了情」歌曲節奏請用慢冧巴（SLOW RHUMBA），音調要充滿悲怨和悱惻的氣氛。
2. 「夢」歌曲節奏請用 O.B. 渣渣（OFF BEAT CHA CHA），輕鬆明快和富於幻想情調，必須注意的是本曲出現銀幕時，配有跳舞畫面。
3. 「山歌」最好採用中國民歌形式。[3]

## 周边产品
- 不了情，45轉電影原聲帶唱片，寶石唱片。
  - 不了情（演唱：顧媚）
  - 夢（演唱：顧媚）
  - 山歌（演唱：顧媚）

## 外部連結
- 香港电影资料馆网站[永久]
- 開眼電影網上《不了情》的資料（繁體中文）
- 香港影庫上《不了情》的資料（繁體中文）
- 豆瓣电影上《不了情》的資料 （简体中文）
- 时光网上《不了情》的資料（简体中文）
- 互联网电影数据库（IMDb）上《不了情》的资料（英文）